# Ockrastrupig bergtangara
Ockrastrupig bergtangara (Dubusia carrikeri) är en fågelart i familjen tangaror inom ordningen tättingar.

## Utbredning och systematik
Fågeln förekommer endast i Santa Marta-bergen i nordöstra Colombia. Den behandlas som monotypisk, det vill säga att den inte delas in i några underarter. Tidigare kategoriserades den som underart till silverbrynad bergtangara (Dubusia taeniata), men urskiljs allt oftare som egen art. 

## Status
Fågeln kategoriseras av IUCN som nära hotad. Den är begränsad till ett litet bergsområde och tros ha ett begränsat bestånd uppskattas till endast mellan 1000 och 2500 vuxna individer. Populationen påverkas också negativt av habitatförlust.